# Bojnik (Jablanički okrug, Srbija)
Bojnik (ćir.: Бојник) je naselje u općini Bojnik u Jablaničkom okrugu u Srbiji.

## Stanovništvo
U naselju Bojnik živi 3.159 stanovnika, od toga 2.321 punoljetnih stanovnika, a prosječna starost stanovništva iznosi 34,9 godina (34,7 kod muškaraca i 35,0 kod žena). U naselju ima 912 domaćinstava, a prosječan broj članova po domaćinstvu je 3,46.
| Etnički sastav 2002. |            |        |
| Narod                | Stanovnika | %      |
| Srbi                 | 2.710      | 85,78% |
| Romi                 | 430        | 13,61% |
| Crnogorci            | 12         | 0,37%  |
| Hrvati               | 1          | 0,03%  |
| nepoznato            | 3          | 0,09%  |

| broj stanovnika | 1004  | 1110  | 1448  | 1780  | 2241  | 2825  | 3159  |
|                 | 1948. | 1953. | 1961. | 1971. | 1981. | 1991. | 2001. |

## Vanjske poveznice
- Karte, udaljenonosti, vremenska prognoza  Arhivirana inačica izvorne stranice od 16. siječnja 2009. (Wayback Machine)
- Satelitska snimka naselja